# Uve Schikora
Uve Schikora (* 20. März 1942 in Breslau) ist ein deutscher Rockmusiker, Komponist und Musikproduzent. Seine Karriere begann er als Amateurmusiker in der Deutschen Demokratischen Republik.
Schikora lebt und arbeitet in Egling bei Wolfratshausen.

## Wirken
Schikora studierte Fagott an der Dresdner Hochschule für Musik. Er spielte in den 1960er Jahren in verschiedenen Amateurbands der DDR, unter anderem gemeinsam mit Henry Kotowski, Werner Düwelt und Bernd Emich, meist im Raum Dresden.
1970, noch während seines Studiums an der Musikhochschule, erhielt seine damalige Band, die Uve Schikora Combo, Berufsmusikerstatus. Zur Band gehörten: Uve Schikora (Bandleader), Bernd Müller, Dieter Lehmann, Henry Kotowski, Klaus Ebelt, Manfred Möller und Hans-Jürgen Beyer, der zuvor Sänger bei der Klaus Renft Combo und der Bürkholz-Formation war. Die Band gehörte damals zu den erfolgreichsten Rockbands in der DDR.
Anfang 1972 formierte Schikora die Band neu. Zur neuen Besetzung gehörten: Uve Schikora (Bandleader, Gesang, Keyboard), Bernd Müller (Orgel), Michael Schubert (Gitarre, Gesang), Jürgen Diessner (Bass), Rainer Mihatsch (Schlagzeug) und Jürgen Matkowitz, der später die Gruppe Prinzip gründete. In dieser Besetzung nahm die Band 1972 bei Amiga die LP Das Gewitter auf. Diese LP gilt als das erste Rockalbum der DDR. Die Kompositionen und Arrangements auf diesem Album stammen von Schikora und die Texte von Ingeburg Branoner, Jens Gerlach und Kurt Demmler. Ende 1972 verließen Schubert, Matkowitz und Mihatsch die Band. Für sie kamen Gerald Lüneburger (Flöte, Gitarre), Günter Franke (Schlagzeug) und Gerhard Pachsteffel (Gesang, Perkussion). Anfang 1973 wurde die Band ständige Begleitband für das Schlagerduo Chris Doerk und Frank Schöbel.
Neben seiner Tätigkeit als Musiker betätigte sich Schikora als Komponist. Er schrieb unter anderem Kompositionen für Schöbel und die Filmmusik für einige DEFA-Filme, darunter Susanne und der Zauberring (1973) und Soviel Lieder, soviel Worte (1976). Im September 1976 auf dem Flug zu einer Konzerttournee auf Kuba nutzte er bei einer Zwischenlandung in Gander/Kanada die Möglichkeit zur Flucht aus der DDR und kehrte nicht dorthin zurück. Seither lebt er in Oberbayern.
Schikora ist als Komponist und Musikproduzent tätig. Er arbeitete zeitweilig mit Jack White zusammen und produzierte Interpreten wie Roy Black, Heintje, Daliah Lavi, Jürgen Marcus, Gerhard T, Mark Ehrenfried und ELENA. 1997 traf er mit seinem ehemaligen Bandkollegen Hans-Jürgen Beyer zusammen. Es entwickelte sich erneut eine Zusammenarbeit. So produzierte Schikora dessen Alben Ich würde es wieder tun (1999) und Ich müsste lügen (2003), die beim Label G.I.B. erschienen.

## Diskografie der Uve Schikora Combo

### Singles
- 1970: Das muß Liebe sein / Trag meinen Ring (Amiga)
- 1971: Schön war der Sommer / So wie du (Amiga)
- 1971: Das alte Lied / Joco Dev: Wir lagen im Grase (Amiga)
- 1975: Heute wie gestern / Der Wind ist müde (Amiga)

### LP
- 1972: Das Gewitter (Amiga)

### Weitere auf Samplern veröffentlichte Titel
- 1971: Dein Gesicht (mit Frank Schöbel) / Auf dem Weg zu dir (mit Hans-Jürgen Beyer) Rhythmus '71 (Amiga)
- 1971: Dein Gesicht / Doch wenn ich früh aufsteh (Nova)
- 1972: Weg der Liebe auf Schlagerbox 3/72 (Amiga)
- 2000: Glaub nicht auf Amiga A GO-GO (Amiga)

### Filmmusik
- 1972: Es ist eine alte Geschichte
- 1974: Susanne und der Zauberring
- 1974: Zum Beispiel Josef
- 1976: Die Moral der Banditen
- 1976: Soviel Lieder, soviel Worte
- 1977: Der kleine Zauberer und die große Fünf
- 1977: Die Leuchtturminsel (Kurzfilm)
- 1997: Solo für Sudmann (TV-Serie)